# Caccia alle streghe

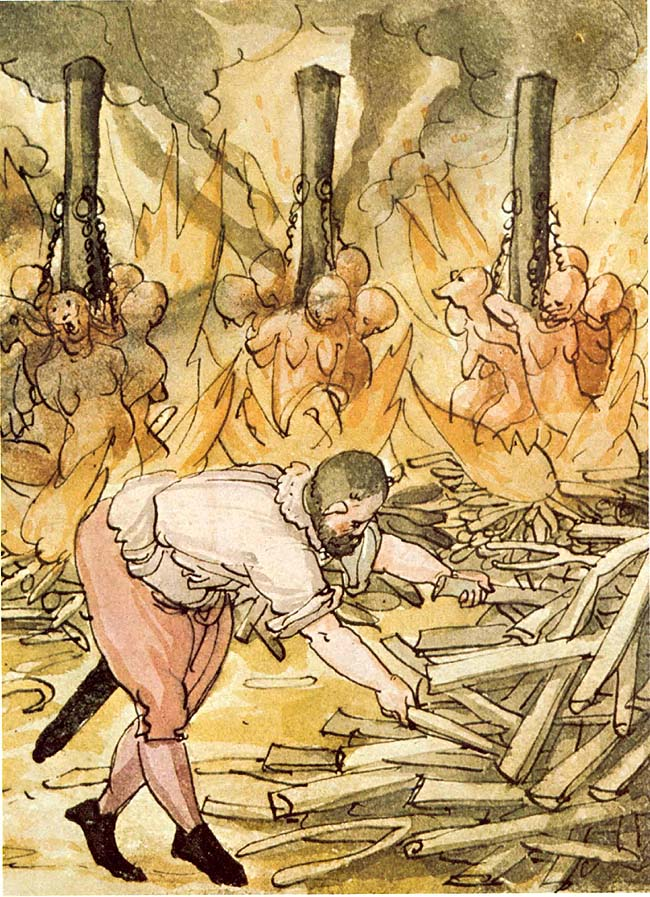
Rogo di streghe del 1587, Jacob Truchsess (collezione Wickiana)

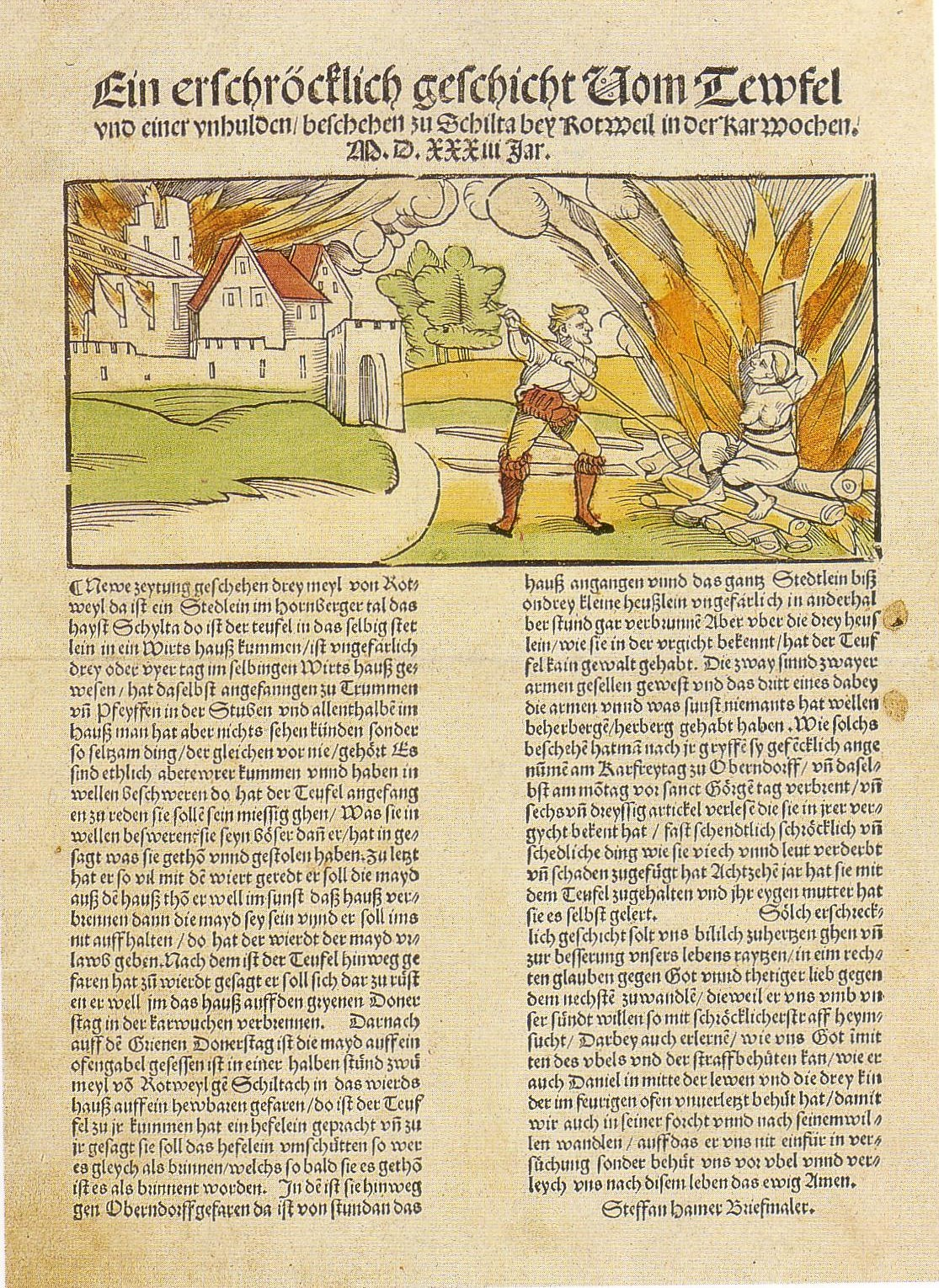
Verbale del processo a una presunta strega poi arsa sul rogo

La caccia alle streghe è un fenomeno storico, molto dibattuto e anche romanzato, di superstizione o isteria di massa consistente nella ricerca di persone ritenute streghe, stregoni o, più in generale, praticanti la stregoneria.
Il periodo storico in cui tale fenomeno fu più sviluppato in Europa fu nei tre secoli a cavallo tra fine medioevo ed età moderna, più o meno dal 1450 al 1750 e comprende l'era della Riforma protestante, della Controriforma e della Guerra dei trent'anni.
La caccia alle streghe in Europa causò circa 50 mila vittime; le più recenti esecuzioni per stregoneria in Europa risalgono al XVIII secolo.
In altre aree, come l'Africa e l'Asia, la caccia alle streghe riguarda in tempi più moderni l'Africa subsahariana e la Papua Nuova Guinea. Processi per stregoneria sono stati celebrati anche contro uomini e, in alcuni periodi storici e in determinate aree geografiche, più che contro le donne: es. in Carinzia, Normandia, Islanda, Estonia e Russia.
Molta della letteratura e della superstizione popolare legata alle streghe deriva da un testo, il Malleus Maleficarum, erroneamente attribuito a lungo alla diretta volontà papale.
Metaforicamente con "caccia alle streghe" s'intende, in lingua italiana, un'indagine pubblica condotta per scoprire supposte attività sovversive. Un caso particolare fu il maccartismo degli anni cinquanta negli Stati Uniti.

## Premessa antropologica
La caccia alle streghe è stata ed è diffusa a livello mondiale in società geograficamente, culturalmente e temporalmente molto diverse e questo ha fatto nascere l'interesse dell'antropologia per studiarne cause e circostanze, trovandovi legami comuni legati al tentativo di spiegare avvenimenti umani come malattia e morte, disgrazie o carestie. Spesso la strega e lo stregone sono stati associati all'idea del male ma è stata superata un'interpretazione monocausale, che appare riduttiva.
Il primo accenno storico si ha nel II millennio a.C. quando il Codice di Hammurabi condanna non la magia, ma i danni che i maghi e gli stregoni possono generare con questa.
Nella Grecia classica, attorno al 338 a.C., si ebbe il caso di Teoride di Lemno che fu giustiziata insieme con i suoi figli perché accusata di aver gettato incantesimi.. L'Antico Testamento riflette il rifiuto che gli Ebrei professavano nei confronti della magia e della stregoneria, che li distingueva dai popoli circostanti (Egizi, Babilonesi, Cananei) dove invece queste pratiche erano esercitate: es. Deuteronomio 18,10-12: «Non si trovi in mezzo a te chi immola, facendoli passare per il fuoco, il suo figlio o la sua figlia, né chi esercita la divinazione o il sortilegio, o l’augurio o la magia; né chi faccia incantesimi, né chi consulti gli spiriti o gli indovini, né chi interroghi i morti, perché chiunque fa queste cose è in abominio al Signore»; Levitico 19,26: «Non praticherete alcuna sorta di divinazione o di magia».
Nel cristianesimo delle origini, non vi furono persecuzioni organizzate come tali nei confronti di streghe o stregoni, e l'uccisione di Ipazia, nel 415, matematica ed erede della tradizione scientifica greca ma ritenuta capace di arti magiche da una folla inferocita, fu un caso isolato. Il Canon episcopi definì la credenza popolare un frutto di superstizione. 

## Caccia alle streghe in Europa
Nell'immaginario popolare la strega viene rappresentata solitamente come donna molto vecchia e di brutto aspetto e la presunta strega apparteneva perlopiù alle classi sociali inferiori anche se non mancò qualche caso di nobildonna condannata, come ad esempio Sidonia von Borcke. Quanto all’età, la maggior parte dei documenti posti a confronto tra loro permette di affermare che la percentuale più alta dei processi era costituita da donne sopra ai 50 anni, o, in alcune aree, ai quaranta. Questo dato aiuta a comprendere il motivo per cui fossero donne  esperte.
Solo una piccola minoranza di queste persone poteva essere annoverata tra i veri e propri criminali come ad esempio Catherine Deshayes, accusata non solo di omicidio ma anche di satanismo e di aver preso parte a messe nere con la marchesa di Montespan, pure lei criminale, favorita di Luigi XIV di Francia (r. 1643–1715), durante il celebre "Affare dei veleni". La maggioranza delle donne accusate di stregoneria era innocente, spesso semplici levatrici, prostitute o guaritrici. Queste ultime erano figure tradizionali dedite alla cura con le piante officinali e semplici praticanti della medicina popolare che affiancavano la medicina ufficiale perché la popolazione essenzialmente rurale raramente aveva la possibilità di curarsi con metodi costosi. Si poteva essere considerata strega anche per aspetti del tutto irrilevanti, per pura superstizione.

### Il dibattito sulle cause
A differenza di quanto si crede comunemente, durante il Medioevo le più celebri persecuzioni non furono rivolte contro streghe e stregoni ma contro gli eretici (Catari, Valdesi, Albigesi, ecc.), le "fedi altre" (gli Ebrei e i Musulmani)  e i lebbrosi. Solo a partire dall'età moderna, dopo la scoperta delle Americhe, nel momento in cui nasce l'Umanesimo e in cui appare la stampa, comincia la caccia alle streghe vera e propria: una persecuzione sistematica, genocidio/olocausto secondo taluni studiosi, riduttivamente definita sessista da talatri. Lo stato d'incertezza e paura suscitate in varie circostanze da questa prima globalizzazione epocale non possono però essere le uniche ragioni che condussero alla demonizzazione del sesso femminile e alla sua trasformazione in capro espiatorio, specialmente se si tiene conto che i pregiudizi nei confronti delle donne risalgono fino all'epoca antica. Inoltre, come è stato già accennato, le persecuzioni contro le streghe coinvolsero in diverse occasioni anche individui di sesso maschile. Indubbiamente la misoginia rimane un presupposto importante nella costruzione del mito moderno della strega, quello cioè che la rappresenta come eretica e apostata, frequentatrice del sabba e operatrice di sortilegi a danno delle persone, delle colture e degli animali, come risulta evidente da ampie parti del Malleus Maleficarum.
C'è poi da considerare che le donne, fino alla fine del Medioevo, godevano nell'esercizio di certe professioni di una libertà ben più grande di quanto spesso sia stato fatto notare. In alcuni paesi europei erano relativamente numerose le donne dedite al commercio e all'artigianato, attività condotte talvolta in completa o pressoché completa autonomia (come lo studio dei testamenti ha dimostrato). A Basilea esisteva una corporazione all'interno della quale uomini e donne avevano i medesimi diritti. Con l'avvento dell'era moderna e delle sue grandi trasformazioni politiche, religiose, economiche e sociali, la partecipazione femminile alle attività produttive e mercantili svolte al di fuori delle mura domestiche si ridusse però fin quasi a scomparire del tutto.
È stato ipotizzato che le numerose cacce alle streghe dell'era moderna potessero essere fomentate da un interesse economico, dato che la condanna comportava anche la confisca dei beni della vittima, i quali venivano divisi a metà fra la Chiesa e il potere temporale. Essendo comunque i perseguitati, nella maggior parte dei casi, degli emarginati nullatenenti, questo non sembrerebbe costituire un aspetto tra i più rilevanti del fenomeno, quantunque, come si è visto, non siano mancati episodi di persecuzione rivolti contro persone facoltose.
Più importante risulta essere la specificità del periodo storico. Sul piano politico, infatti, si assiste a livello europeo a una progressiva concentrazione dei poteri, che culmineranno con l'affermazione dei grandi stati nazionali e con regimi come l'assolutismo in Francia. Proprio in Francia, tuttavia, l'accentramento del potere esecutivo comporterà una notevole riduzione dell'autonomia dei tribunali locali e con essa una maggiore razionalizzazione nella procedura giudiziaria contro le presunte streghe. Ora, a una centralizzazione dei poteri politici consegue generalmente un certo livellamento nei comportamenti pubblici e privati degli individui di una comunità. L'eventuale riavvicinarsi alla superstizione, il ricorrere ai rituali magici o in ogni caso a ciò che non è riconosciuto dall'autorità suprema che sta operando questa centralizzazione, non può che spingere i monarchi a reprimere con crescente violenza queste pratiche non ufficiali ed eterodosse.
Come detto, per collocare il fenomeno nel suo contesto storico, coincidente con il periodo delle guerre di religione (1522–1712), occorre ricordare come, tra la fine del Quattrocento e l'inizio del Settecento, l'Europa fu scossa nella sua unità religiosa, al punto da collassare praticamente in una terribile caccia al colpevole, che non poteva altri che essere, di volta in volta, il cattolico, il luterano, il calvinista, e così via. A seguito della Riforma protestante, inoltre, il fenomeno del frazionamento religioso si moltiplicò, perché, contrariamente ai desideri degli stessi Riformatori, numerose altre sette si diramarono dal tronco, andando a formare le miriadi di sette non conformiste.
Il fenomeno coinvolse tutti: dai contadini alle istituzioni, dai governanti alle persone del popolo. Non è dunque improbabile trovare proprio qui l'origine del fenomeno della caccia alle streghe. Soprattutto nelle società agricole (e l'Europa all'epoca lo era in massima parte) le donne svolgevano infatti un particolare ruolo, che si può definire "conservativo". Già nel Medioevo, ad esempio, fonti testimoniano come proprio le donne siano state le più attaccate alle antiche forme di culto pagane nelle campagne, e, allo stesso tempo, come fin dal cristianesimo delle origini, femminili furono le prime forme di vita cristiana associata che vennero alla ribalta. In un mondo in cui era diffusa la convinzione che il diavolo fosse in agguato in ogni momento a causa della mancanza dell'unità spirituale, e, anzi, sempre più persone si allontanavano dall'ortodossia religiosa, era facile indirizzare i sospetti su un gruppo di donne che si riunivano per compiere riti non riconosciuti. A ciò inoltre va aggiunto che questo è il periodo in cui la società per la prima volta, a partire dal Medioevo, comincia a riorganizzarsi e occuparsi di ogni abitante e della sua salvezza spirituale. Se gli uomini venivano arruolati nelle guerre, le donne restavano nelle campagne o svolgevano i loro riti nelle città. Quelle che sfuggivano al controllo potevano essere quelle che furono accusate di stregoneria.
Le modalità con cui si formavano i sospetti e le accuse di stregoneria variavano, certamente, in funzione del periodo storico; ma anche la peculiare situazione sociale riscontrabile in un dato ambito geografico determinava i modi e i tempi di una specifica caccia alle streghe. Per fare un esempio, in Inghilterra e in particolare nella regione dell'Essex, furono soprattutto i difficili rapporti di parentela e di vicinato all'interno dei villaggi a scatenare le persecuzioni contro le streghe, considerate qui quasi esclusivamente come responsabili delle avversità quotidiane e delle disgrazie e solo marginalmente come eretiche e adoratrici del diavolo.

### La posizione della Chiesa cattolica
Le streghe, per la Chiesa cattolica, non esistono e sono considerate il frutto di superstizione. Tale posizione si affermò però dal XVIII secolo, quando cioè il fenomeno della Caccia alle streghe s'andava rarefacendo. A lungo infatti, in Europa e in vari paesi del mondo, s'era verificato il fenomeno anche se più spesso ad opera del popolo o di tribunali laici che di ufficiali tribunali religiosi. La stregoneria, fino all'inizio del XV secolo, era vista dalla Chiesa cattolica come uno dei tanti aspetti della magia, le opinioni più accreditate furono quelle dei maggiori teologi, come Agostino d'Ippona (354–430), e le tesi ufficiali furono quelle del Canon episcopi (inizio X secolo) che definivano frutto di immaginazione e sogno le testimonianze su voli notturni e trasformazioni di uomini in animali.

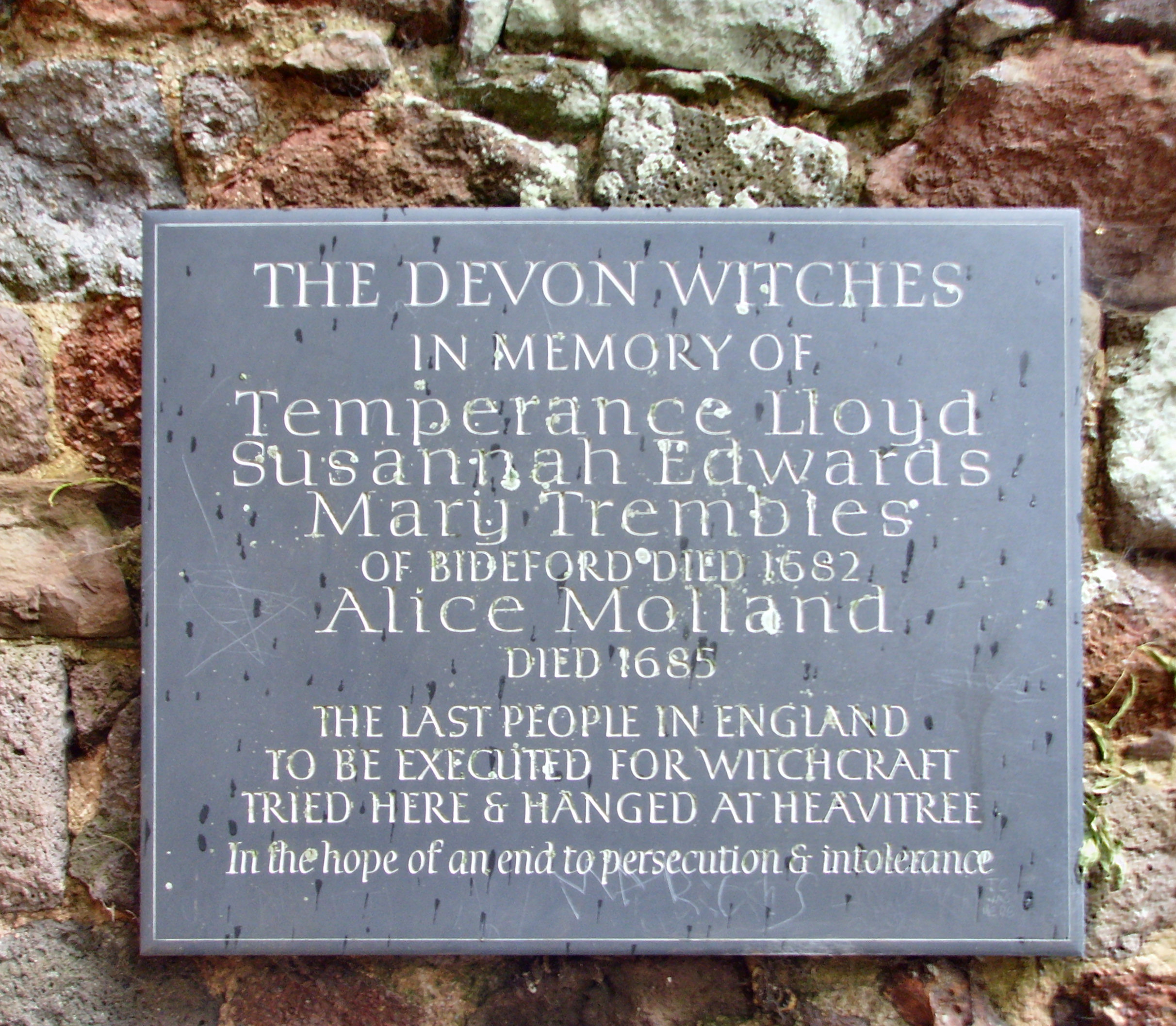
Targa commemorativa dell'ultima esecuzione per stregoneria in Inghilterra

Con l'inizio dell'Età moderna, le posizioni moderate del Medioevo furono messe in discussione da una prolifica produzione letteraria.
Tra il 1435 e il 1437 il teologo Johannes Nider scrisse un trattato, il Formicarius, nel quale sosteneva l'esistenza di magia, maleficio, streghe e stregoni e apparvero testi che volevano dimostrare l'attendibilità del volo delle streghe, del sabba e della diffusione dell'adorazione del diavolo. Papa Innocenzo VIII nel XV secolo pubblicò la bolla Summis desiderantes affectibus. Il Papa intendeva combattere il fenomeno della stregoneria nei paesi germanici e conferì così poteri inquisitòri a due frati domenicani tedeschi, Jacob Sprenger e Heinrich Kramer i quali, probabilmente fraintendendo gli intenti di Papa Innocenzo VIII, scrissero il Malleus Maleficarum: nel testo viene riportato che "Fra tutte le eresie, la più grande è quella di non credere nelle streghe e con esse, nel patto diabolico e nel sabba". Il Malleus Malefìcarum tuttavia non fu mai adottato ufficialmente dalla Chiesa anche se fu ristampato ventotto volte tra il 1487 e il 1669.
Al Malleus seguirono testi che trattarono come applicare la tortura per ottenere il riconoscimento delle streghe. Già nel 1489 si avanzarono dubbi su tali metodi, tuttavia molti testi, in particolare il Libro detto strega o delle illusioni del demonio di Giovanni Francesco II Pico della Mirandola continuarono a sostenere la necessità di tali metodi.
Jean Bodin scrisse nel 1580 La Démonomanie des Sorciers su tortura e repressione della stregoneria e a questo seguirono, tra le altre: Daemonolatreia di Nicolas Rémy nel 1595, Disquisitiones Magicae or Disquisitionum Magicarum Libri Sex di Martin Delrio nel 1600, Tableau de l'inconstance des mauvais anges et démons di Pierre de Lancre nel 1612 e Compendium maleficarum di Francesco Maria Guaccio del 1608.
In Italia fu seguito il De catholicis institutionibus liber di Diego de Simancas, del 1569, e alla fine del XVI secolo anche la Instructio pro formandis processibus in causis strigum et maleficorum, una direttiva per le cause di stregoneria che il Sant'Uffizio diffuse dal 1657.

### Condanna della stregoneria
La condanna a morte sul rogo non era inflitta direttamente dalla Chiesa ma dall'autorità civile, che faceva sua una sentenza dell'autorità ecclesiastica ed emetteva una propria sentenza di condanna e provvedeva all'esecuzione. La stregoneria era assimilabile all'eresia e, poiché questa era considerata anche un reato civile, portava alla condanna capitale.

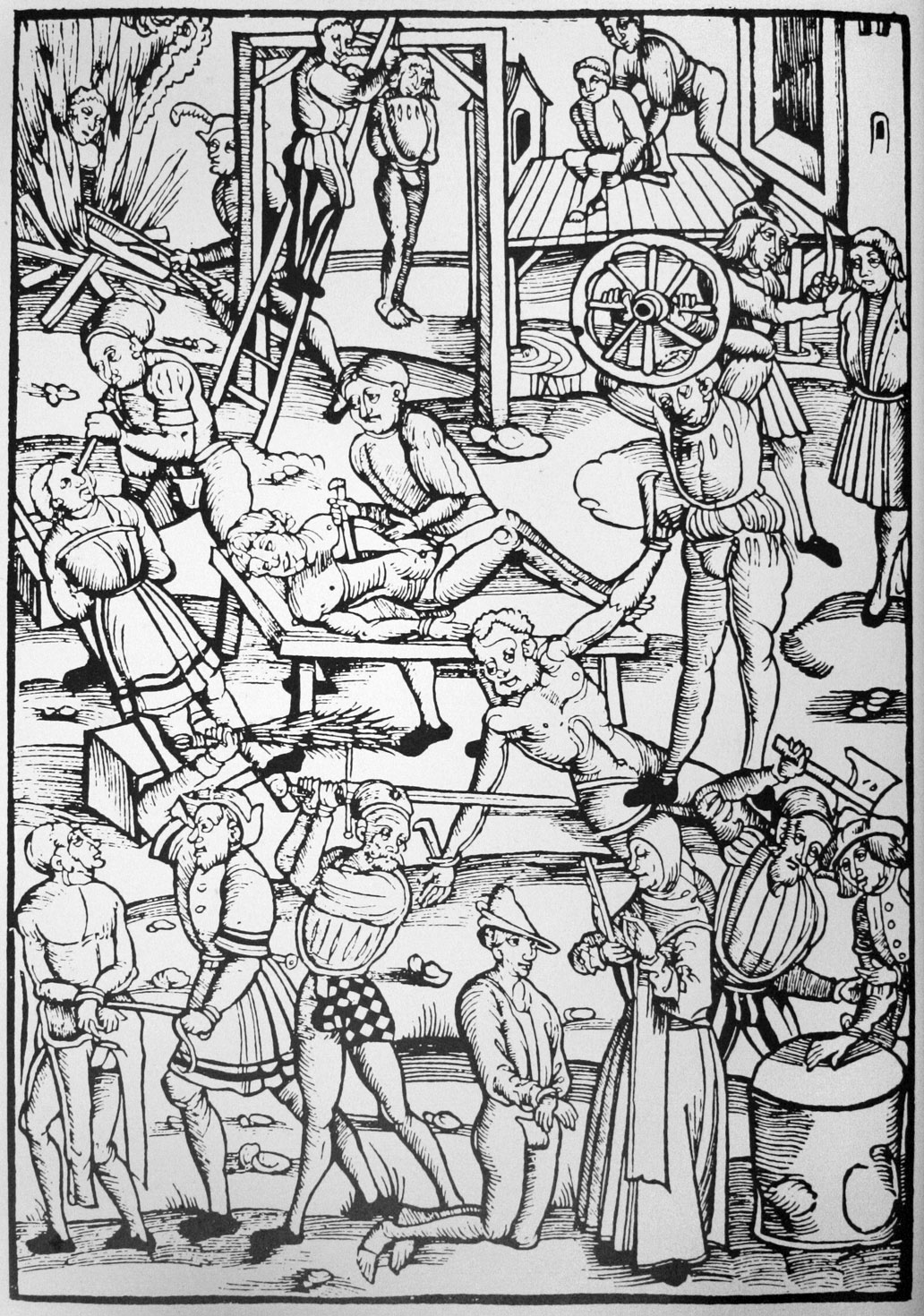
Torture e punizioni in una incisione del 1508

Le condanne per stregoneria si fondavano sull'interpretazione del versetto del Vangelo secondo Giovanni (15,6) nel quale si dice che: Chi non rimane in me viene gettato via come il tralcio e si secca, e poi viene raccolto per essere gettato via e bruciato. La condanna per le streghe nasceva da una tendenziosa (ed errata) traduzione del punto contenuto nel Libro dell'Esodo, capitolo 22º, versetto 18º: Maleficos non patieris vivere (“Non lascerai vivere le streghe" o “Non lascerai vivere colei che pratica la magia”). In realtà la traduzione corretta del termine "veneficam" è "veneficio", il contrario del miracolo.
Esponenti della Chiesa cattolica parteciparono raramente in modo diretto ai processi per stregoneria e quando avvenne lo giustificarono con le bolle pontificie e altri testi teologici e demonologici ma spesso spinsero il potere temporale a intervenire. In Francia furono molto attivi i magistrati Nicolas Rémy e Pierre de Lancre, in Inghilterra Matthew Hopkins. Talvolta fu il popolo a organizzare cacce alle streghe o a improvvisare roghi inducendo potere religioso e civile a intervenire nominando inquisitori e istruendo processi.
L'eresia e la stregoneria erano ritenute pericoli per la società. In alcuni casi la paura suscitata dalla superstizione fu usata dal potere temporale o dal potere religioso cattolico e protestante per il controllo dei tumulti e delle richieste di maggiore libertà del popolo, come avvenne ad esempio nel Tirolo. In quel caso il timore del soprannaturale venne sfruttato per far cessare le rivolte contadine. Gli stessi giudici temevano che se non avessero inflitto la pena di morte sarebbero stati accusati di complicità.
Di fronte a guerre, carestie, povertà e fame risultò utile trovare un capro espiatorio in streghe e stregoni. In seguito alla Riforma protestante l'unità della fede in Europa cadde e la logica delle persecuzioni e delle condanne divenne più complessa assumendo caratteristiche particolari secondo i paesi e le culture. Moltissime donne ritenute streghe vennero torturate e bruciate vive con le motivazioni più diverse, spesso in base a delazioni anonime mosse anche da interesse. Ottenendo confessioni sotto tortura venivano fatti nomi di altre persone talvolta benestanti e in un processo successivo il risultato era la confisca dei beni dei condannati, come nel caso della famiglia Pappenheimer, i cui membri furono ferocemente torturati e condannati a morte nel 1600 in Baviera, compreso il piccolo Hoel di soli dieci anni.
Nel corso del XVII secolo alcuni filosofi presero posizione contro il reato di stregoneria: tra i questi vi furono, ad esempio, i tedeschi Balthasar Bekker e Christian Thomasius.
L'ultima donna condannata a morte come strega in Europa fu Anna Göldi, uccisa nel 1782 in seguito alla sentenza del Cantone di Glarona, in Svizzera. La Göldi venne riabilitata dal parlamento cantonale nel 2008. Anche le condanne di Giovanna Bonanno a Palermo nel 1789, Barbara Zdunk (Reszel 1811) e Bridget Cleary nella contea di Tipperary nel 1895 sono casi che potrebbero rientrare nella caccia alle streghe.

### Vittime

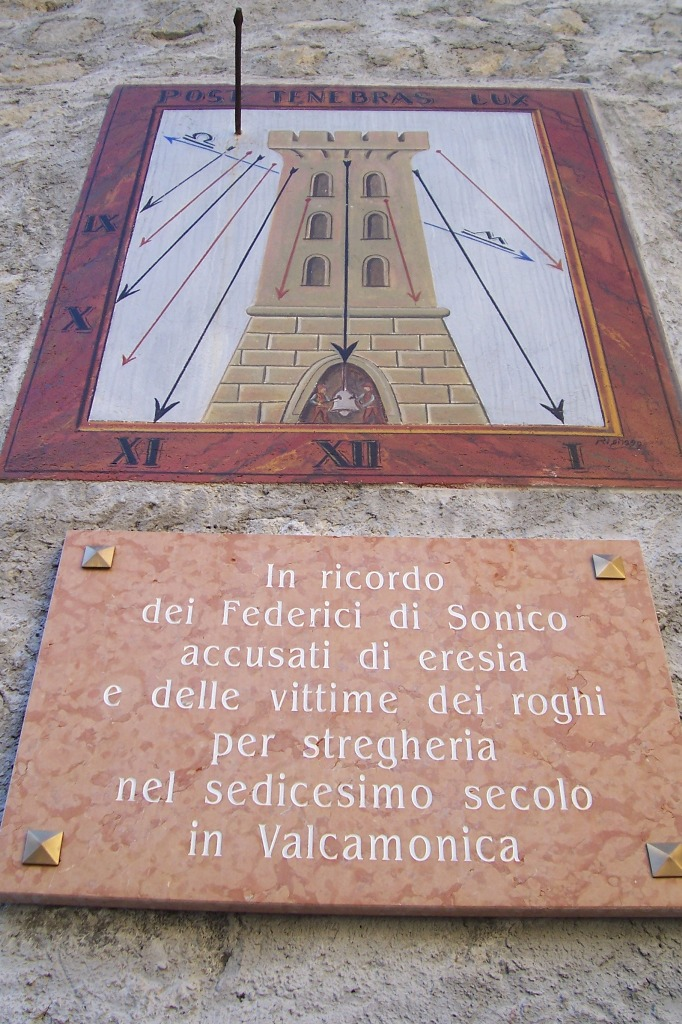
Targa commemorativa della caccia alle streghe di Valle Camonica sulla torre Federici di Sonico

Il numero delle vittime della caccia alle streghe, durante i due secoli in cui sia i tribunali dell'Inquisizione sia quelli della Riforma luterana le condussero al rogo, è stato largamente dibattuto. Il raggiungimento di una certezza sul tema è ostacolato da molti elementi, come la perdita nel tempo di documenti affidabili relativi a gran parte dei processi. Il motivo principale fu che, per paura che gli immensi archivi inquisitoriali cadessero nelle mani degli avversari della Chiesa, molti di questi vennero dati alle fiamme, come a Milano, Mantova, Benevento e quelli della Sicilia con le carte di migliaia di processi, o come quelli rubati dai francesi a Roma. Pertanto le cifre che si ipotizzano in ordine alle vittime della persecuzione vanno considerate come ordini di grandezza e spesso sono oggettivamente influenzate dalle opinioni e dalle collocazioni culturali e ideologiche degli autori che le hanno determinate.
Il 15 giugno 2004 il Vaticano pubblicò il volume "L'Inquisizione", frutto del lavoro della Commissione teologico-storica del Comitato Centrale del Grande Giubileo dell'Anno 2000. I risultati tratti dagli archivi, basati sui documenti ufficiali della Chiesa, dicono che, su 100.000 processi effettuati da tribunali civili ed ecclesiastici secondo la procedura dell'Inquisizione, "le condanne al rogo comminate da tribunali ecclesiastici sono state 4 in Portogallo, 59 in Spagna, 36 in Italia: in tutto, quindi, meno di 100 casi". Altre stime parlano di circa 110.000 processi, svoltisi principalmente in Germania (50.000), Polonia (10.000), Francia (10.000), Svizzera (9.000), isole britanniche (5.000), paesi scandinavi (5.000), Spagna (5.000), Italia (5.000) e Russia (4.000). Lo storico statunitense Brian P. Levack ha valutato le esecuzioni capitali al 55% dei processi, giungendo pertanto a un totale di giustiziati pari a circa 60.000 persone in tre secoli. In questi processi l'80% degli accusati era di sesso femminile, mentre in Estonia (60%), Russia (68%) e Islanda (90%) vi fu una predominanza maschile.
La caccia alle streghe si concentrò soprattutto tra la fine del Quattrocento e la prima metà del Seicento e conobbe due ondate: una dal 1480 al 1520 e l'altra dal 1560 al 1650. In generale, la storia dei processi contro la stregoneria e la magia si può dividere in tre periodi. Il primo, compreso tra il 1300 e il 1435, è possibile dividerlo ulteriormente in tre parti (1300-1330, 1330-1375 e 1375-1435), delle quali l'ultima, principalmente a causa dell'introduzione nei tribunali locali della procedura inquisitoria, vide un aumento delle accuse di adorazione del demonio rispetto alle accuse di magia politica (diffuse nel primo trentennio del XIV secolo) e a quelle di maleficio e rituale magico (peculiari nella fase compresa fra il 1330 e il 1375). Il secondo periodo va dal 1435 alla metà del XVI secolo ed è caratterizzato da un aumento dei processi che durerà fino al 1520 circa e da un successivo calo di numero dei medesimi fino a tutto il 1550 (fenomeno, quest'ultimo, da ricondursi anche alla diminuita pubblicazione di nuovi trattati demonologici e alla minore diffusione di quelli già esistenti). Il terzo periodo, infine, è quello compreso tra il 1580 e il 1650, quando, prevalentemente in alcune aree della Svizzera, della Germania, della Scozia e della Francia, i processi per stregoneria aumentarono considerevolmente.
- Treviri (368 roghi tra il 1587 e il 1593)[40]
- Ellwangen (400 roghi tra il 1611 e il 1618)[26][41]
- Würzburg (900 roghi tra il 1623 e il 1631)[42]
- Ellingen (68 roghi nel 1590)[43]
- Eichstätt (122 roghi tra il 1603 e il 1627)[44]
- Bamberga (300 roghi tra il 1624 e il 1631)[26][45]
- Labourd (80 roghi nel 1609)[46][47]
- Lorena (800 roghi tra il 1586 e il 1595)[48][49]
- Franca Contea (62 roghi tra il 1599 e il 1668)[50]
- Vaud (90 condanne tra il 1537 e il 1630)[47]
- Ginevra (68 condanne tra il 1537 e il 1662)[47]
- Scozia (216 condanne tra il 1563 e il 1727)[47]

Un caso a sé stante è costituito dalla Polonia, dove oltre la metà delle condanne a morte per stregoneria è compresa tra il 1676 e il 1725 e circa un terzo tra il 1701 e il 1725. Considerando anche i territori lituani, si contano per la Polonia circa 10 000 processi contro le streghe.
Juan Antonio Llorente, inquisitore madrileno, fa una stima dei condannati dall'Inquisizione spagnola dal 1481 al 1808. I numeri dei condannati, "abbruciati in persona, abbruciati in effigie e condannati alla reclusione" sono molto alti: si tratta precisamente di 343.522 condanne alle diverse pene. Di questi, 34.382 furono bruciati sul rogo. Circa 1/3, precisamente 10.220, furono giustiziati tra il 1481 e il 1498 durante il periodo dell'inquisitore Tomás de Torquemada. Llorente è tuttavia giudicato dalla maggior parte degli studiosi non degno di fede, in quanto politicamente attivo nell'abolizione della suddetta. Inoltre le cifre da lui riportate sono probabilmente inventate, in quanto i veri registri dell'Inquisizione spagnola riportano cifre molto più contenute.
Esistono poi molti studi che pervengono a conclusioni di poco superiori. La situazione muta, ma non di molto, se si passa a esaminare cifre parziali riferite a particolari aree geografiche che sono state oggetto di studi più particolareggiati e approfonditi, sulla base del ritrovamento di documenti processuali, non essendo stato possibile recuperare la documentazione per ogni processo celebrato. A risultati notevolmente distanti si collocano pochi autori che arrivano a parlare di dodici milioni di processi e nove milioni di esecuzioni. Ma tali cifre appaiono del tutto inverosimili, se confrontate con l'intera popolazione europea del tempo.
Per contro, altri studi come quelli condotti dal professor Agostino Borromeo della Sapienza di Roma suggeriscono numeri molto più contenuti: circa 125.000 processi condotti dall'Inquisizione spagnola, di cui solo 2.000 conclusi con la reale esecuzione dei condannati.

#### Italia

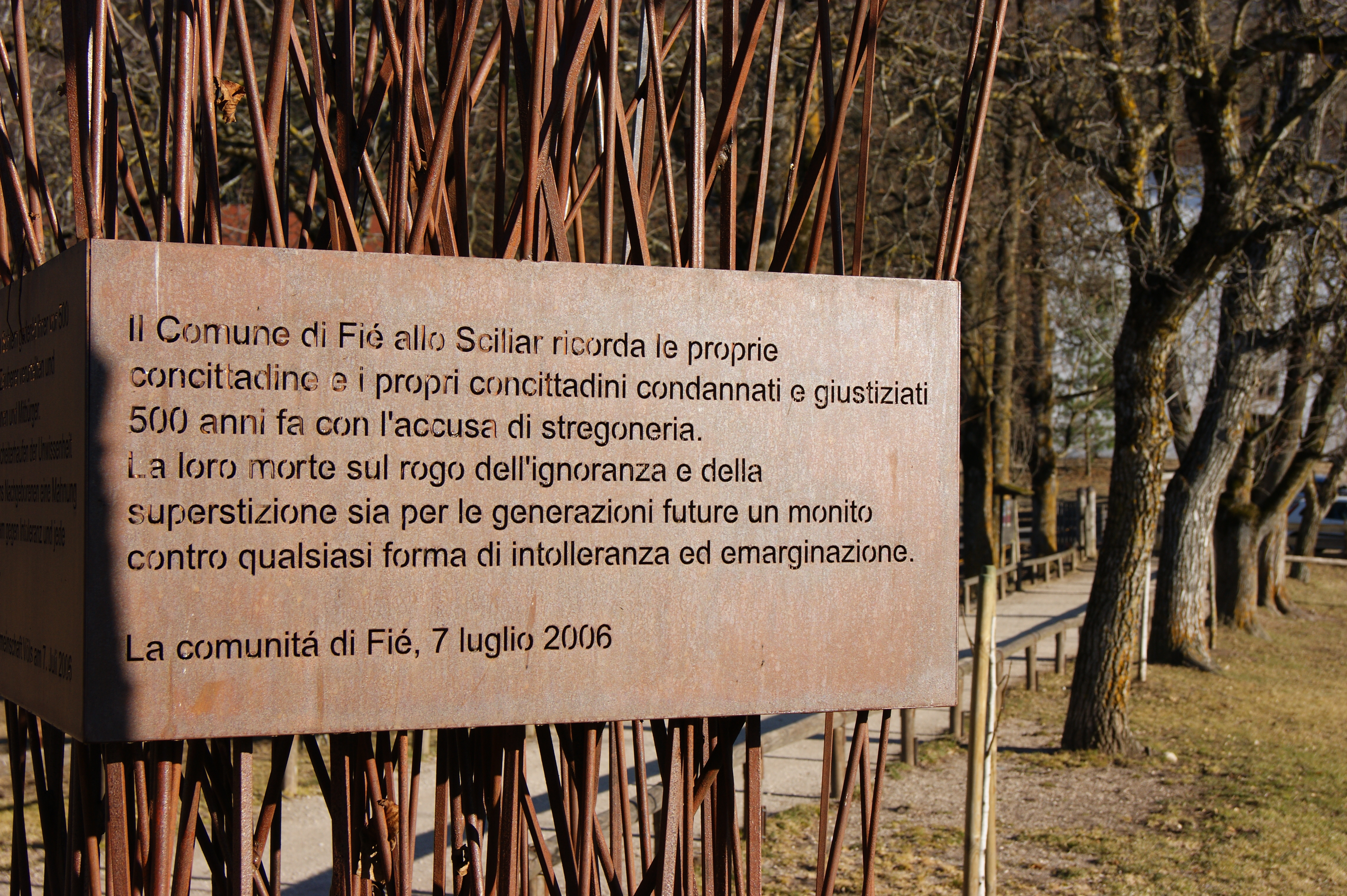
Monumento commemorativo alle persone giustiziate per stregoneria a Fiè allo Sciliar.

La maggior parte dei roghi in Italia si ebbe nella prima parte del Cinquecento, soprattutto nell'Italia settentrionale e in Toscana (anche se ad esempio nella Repubblica di Lucca il caso di Polissena di San Macario si ebbe nel 1571), con un solo caso a Benevento. A Roma, sede del papato, non ci fu mai una caccia alle streghe e nessuno venne mai mandato al rogo con l'accusa di stregoneria.
Le persecuzioni più note si sono svolte in:
- Val Camonica (1518-1521), la più grande caccia alle streghe, dove vi furono tra i 62 e gli 80 roghi
- Como (1510 ca), forse 60 roghi
- Val di Fiemme (1501-1506), 18 roghi[58]
- Rifreddo (1495), tre donne (Caterina Bonivarda, Caterina Borrella e Giovanna Motossa) vennero imprigionate e torturate. Alcune testimonianze scritte sono ancora presenti e custodite nel municipio del paese[59]
- Mirandola (1522-1523), 10 roghi
- Peveragno (1513), 9 roghi[38]
- Rossino (1500 ca), 40-45 roghi
- Bormio (1632 ca), 34 roghi[60]
- Triora (1587-1589), decine di donne furono imprigionate e alcune morirono per le torture subite. Fu il più grande processo della fine del XVI secolo, così feroce da far soprannominare il paese la "Salem d'Italia"[61]

In Val di Non i processi venivano celebrati a Coredo, presso il famigerato Palazzo Nero. Nel 1611 otto donne e due uomini furono bruciati vivi davanti al palazzo, mentre altri diciannove furono condannati a pene detentive. Gli atti dei processi sono ancora oggi consultabili negli archivi della Provincia.
Secondo alcuni studiosi si noterebbe che, paradossalmente, se è in Italia che nasce la base religiosa e filosofica nonché teologica sulla caccia alle streghe attraverso bolle e manuali, non è in questo paese che si scateneranno più violentemente queste persecuzioni (eccetto nel nord del Piemonte, ovvero vicino alla linea di contatto fra protestantesimo e cattolicesimo), né quello in cui mieteranno più vittime: contrariamente al fatto che la caccia alle streghe venne regolata tramite i tribunali inquisitori, secondo questi studiosi fu proprio la presenza dell'Inquisizione cattolica in Italia, generalmente avversa ai processi sommari di popolo, che avrebbero potuto minare l'autorità ecclesiale, a impedire un eccesso di questo genere di persecuzioni nella penisola italiana. Esse furono ben più numerose sia in Francia che in Gran Bretagna e in Germania. Secondo altri studiosi, come Giovanni Romeo, la caccia alle streghe in Italia si spense per la crisi che i tribunali del Sant'Uffizio, attore propulsivo e necessario per la caccia alle streghe e le relative condanne, ebbero tra il Seicento e il Settecento e non per decisioni degli inquisitori generali. Queste osservazioni, tuttavia, sono puramente legate alla possibilità di compiere ricerche statistiche, in quanto nei paesi sopra citati esistono ancora archivi intatti della caccia alle streghe, mentre in Italia questi archivi sono stati distrutti nel corso dei secoli.
Gli atti dei processi contro le Streghe di Valle Camonica, già custoditi negli archivi delle parrocchie, sarebbero finiti a fine Ottocento nella raccolta privata di don Luigi Brescianelli di Capo di Ponte ma un ordine tassativo del vescovo di Brescia Giacinto Gaggia ne avrebbe imposto la distruzione al fine di «non fomentare una campagna anticlericale».

### Dissenso di laici e religiosi
Poco dopo il 1520, quando ancora venivano stampati e diffusi numerosi trattati contro la stregoneria, il giureconsulto Andrea Alciato, pur condannando le pratiche magiche compiute intenzionalmente, espresse i suoi forti dubbi intorno alla realtà del sabba e alla veridicità delle confessioni strappate a «povere donne ignoranti».
La procedura per l'accusa e il giudizio delle streghe era puntigliosamente codificata nei vari trattati di demonologia, molti dei quali ebbero un tale successo negli ambienti giuridici da essere ampiamente diffusi in tutta Europa anche nelle versioni tascabili. In quei libri si raggiungeva il limite del maniacale nella descrizione dei supposti marchi demoniaci presenti sul corpo delle streghe, ma fin dal Cinquecento medici e medici-filosofi come Agrippa di Nettesheim e Johann Wier, con un approccio molto più scientifico, condannarono le forti deviazioni presenti nei metodi di accusa.
Nel 1631 il gesuita tedesco Friedrich Spee diede alle stampe, in forma anonima, il trattato Cautio criminalis. De processibus contra sagas. Dalla sua lunga esperienza di confessore dei condannati a morte per stregoneria lo Spee aveva compreso a fondo i meccanismi di un sistema giudiziario il quale, sorretto dalla procedura inquisitoria e dalla tortura, non faceva che mandare al rogo centinaia di persone innocenti; tutto questo fu da lui duramente denunciato nel libro, i cui contenuti anonimi vennero ben presto ricondotti alla sua penna procurandogli non pochi problemi all'interno dell'ordine.

## Caccia alle streghe in America
Il processo alle streghe di Salem, cittadina del Massachusetts, fu l'ultimo del suo genere sul suolo statunitense e uno dei più noti. Ebbe varie motivazioni, territoriali, religiose e di superstizione popolare. Si concluse, dopo la sentenza di morte decretata per numerose donne, quando l'intervento di alcuni influenti religiosi spinse il governatore a sospendere i lavori del tribunale. L'episodio storico viene ricordato ne Il crogiuolo di Arthur Miller.

## Uso metaforico della locuzione
La locuzione caccia alle streghe viene utilizzata come metafora per indicare la ricerca sistematica finalizzata alla cattura e/o messa al bando di persone che vengono percepite come nemici pericolosi sulla base di semplici sospetti e preconcetti o tabù. 
Trova spazio in più ambiti (religiosi, politici, giornalistici e altri ancora) ed è intesa in genere con connotazioni negative, a indicare ad esempio una indagine volta non tanto alla ricerca della verità o alla soluzione del problema, quanto piuttosto alla individuazione di possibili colpevoli cui addossare la responsabilità di fatti e/o eventi indagati.
Più in generale si può utilizzare per indicare ricerca e persecuzione di persone che abbiano idee contrarie a quelle ritenute soggettivamente corrette riferendosi a situazioni di accuse infondate o di opinioni non condivise o per azioni ritenute persecutorie per motivi politici, ideologici o simili.

### Maccartismo
Nell'opera teatrale Il crogiuolo Arthur Miller, trattando del processo alle streghe di Salem, criticò indirettamente le audizioni di Joseph McCarthy, descrivendone l'atmosfera generale di paranoia e persecuzione che le accompagnava. Da quel momento il maccartismo indicò la persecuzione dei sospettati di essere comunisti e divenne il simbolo di un periodo di accuse e di mancato rispetto delle libertà civili. Il maccartismo fu anche parodiato in tv attraverso il personaggio di Mister Magoo, l'anziano quasi cieco dei cartoon americani anni sessanta, metafora della società americana accecata dalla paura del comunismo.

### Fonti
- (LA) Heinrich Institoris; Jacob Sprenger; Johann Prüss; Peter Drach, Malleus Maleficarum, Strasburgo?, Johann Prüss?, post-1484, OCLC 67982144.
- Girolamo Tartarotti; Clemente Baroni di Cavalcabò, Apologia del congresso notturno delle lammie, o sia risposta, Whitefish, Mont, Kessinger Publ, 2009  [1751], OCLC 774408358.
- (LA) lrich Molitor, De lamiis et pythonicis mulieribus, rist., France, Wierus Press, 2010  [1489], OCLC 893890180.
- (LA) Bernardus comensis, De strigiis, Venetiis, Franciscus Zilettus, 1584-86, OCLC 35415558.
- (LA) Bartolomeo Spina, Reuerendi Patris F. Bartholomaei Spinei ... Ord. Praed ... Quaestio de strigibus: vna cum tractatu de praeminentia Sacrae Theologiae & quadruplici Apologia de Lamiis contra Ponzinibium ..., Romae, In aedibus Populi Romani, 1576, OCLC 700153717.

### Studi
In Italiano
- Adorisio Antonella, Stregoneria e vita religiosa tra città e campagna nel Cinquecento romano, in Sociologia. Rivista di Scienze sociali, Roma, Istituto L. Sturzo, 1983.
- Attilio Agnoletto; Maria Rosario Lazzati; Sergio Abbiati, La stregoneria: diavoli, streghe, inquisitori dal Trecento al Settecento, Milano, Mondadori, 1999, OCLC 797432548.
- Michael D. Bailey, Magia e superstizione in Europa dall'Antichità ai nostri giorni, Torino, Lindau, 2008, ISBN 978-88-7180-752-2.
- Giordano Berti, Storia della Stregoneria, Milano, Mondadori, 2010, ISBN 978-88-04-59868-8.
- Agostino Borromeo (a cura di), L'inquisizione. Atti del Simposio Internazionale di Città del Vaticano del 29-31 ottobre 1998, Biblioteca Apostolica Vaticana, 2003, ISBN 88-210-0761-8.
- Arturo Cattaneo [et al.], La frode del Codice da Vinci. Giochi di prestigio ai danni del Cristianesimo, Elledici, 2006.
- Franco Cardini e Marina Montesano, La lunga storia dell'inquisizione. Luci e ombre della «leggenda nera», Città Nuova, 2005.
- Julio Caro Baroja, Le streghe e il loro mondo, Parma, Pratiche, 1994, OCLC 797525355.
- Norman Cohn, I demoni dentro: le origini del sabba e la grande caccia alle streghe, Milano, Unicopli, 2015, OCLC 935679962.
- Vanna De Angelis, Il libro nero della caccia alle streghe, Piemme.
- Andrea Del Col, L'inquisizione in Italia: dal XII al XXI secolo, Milano, Mondadori, 2012, OCLC 891653422.
- Pinuccia Di Gesaro, Streghe: L'ossessione del diavolo, Il repertorio dei malefizî, La repressione, Bolzano, Praxis 3, 1988, OCLC 601617393.
- Oscar Di Simplicio, Autunno della stregoneria. Maleficio e magia nell'Italia moderna, Bologna, Il Mulino, 2005.
- Carlo Ginzburg, Storia notturna : una decifrazione del sabba, Torino, Einaudi, 1989, OCLC 5894554053.
- Gustav Henningsen, L'avvocato delle streghe: stregoneria basca e Inquisizione spagnola, Milano, Garzanti, 1990, OCLC 799865580.
- Brian P. Levack, La caccia alle streghe: In Europa agli inizi dell'età moderna, Roma ; Bari, Laterza, 1997, ISBN 88-420-6311-8, OCLC 1088827979.
- Robert Mandrou, Magistrati e Streghe nella Francia del Seicento: un'analisi di psicologia storica, Roma, Laterza, 1971, OCLC 955566701.
- Maria Mantello, Sessuofobia Chiesa Cattolica Caccia alle Streghe, Recensione di Piergiorgio Odifreddi, Generoso Procaccini, 2005.
- Michelet 2011 Jules Michelet, La strega, traduzione di Paola Cusumano e Massimo Parizzi, Milano, BUR, Rizzoli, 2011, ISBN 978-88-17-04642-8.
- William Monter, Riti, mitologia e magia in Europa all'inizio dell'età moderna, Bologna, Il Mulino, 1987, OCLC 859651899.
- Marina Montesano, Caccia alle streghe, Roma, Salerno, 2012, ISBN 978-88-8402-757-3, OCLC 802322937.
- Luisa Muraro, La signora del gioco. La caccia alle streghe interpretata dalle sue vittime, La Tartaruga, 1976, ISBN 88-7738-449-2.
- Mauro Quattrina, Pinocchio l'eretico: Strega, Sciamano, Santo, Burattino, Alpo, Edizioni Cerchio della Luna, 2002, OCLC 55202783.
- Andrea Richini (a cura di), Ci chiamavano streghe - Atti del convegno "Incontri Tra Montani 2008" in Pisogne, Bari, Laterza, 2009, ISBN 978-88-8231-534-4.
- Marina Romanello (a cura di), La stregoneria in Europa (1450-1650), Bologna, Il Mulino, 1975, OCLC 1075111372.
- Giovanni Romeo, Inquisitori, esorcisti e streghe nell'Italia della Controriforma, Firenze, Sansoni, 1990.
- Riccarda Suitner (a cura di), Gli Illuministi e i demoni. La disputa su magia e stregoneria dal Trentino all'Europa, Roma, Edizioni di Storia e Letteratura, 2019.
- Keith Vivian Thomas e Francesco Saba Sardi, La religione e il declino della magia: le credenze popolari nell'Inghilterra del Cinquecento e del Seicento, Milano, A. Mondadori, 1985, OCLC 636329430.
- G. Tortelli, Inquisizione e stregoneria a Brescia e nelle valli. La difficile convivenza fra autorità laiche e religiose nei primi decenni del XVI secolo, in Scritti in onore di Gaetano Panazza, Brescia, 1994.

In altre lingue
- (EN) Wolfgang Behringer, Witches and witch-hunts: a global history, Cambridge, Polity Press, 2004, OCLC 779922479.
- (FR) Guy Bechtel, La sorcière en occident. La destruction de la sorcellerie en Europe des origines aux grands buchers, Parigi, Plon, 2000.
- (EN) Jean Sybil La Fontaine, Speak of the devil: tales of satanic abuse in contemporary England, Cambridge, Cambridge University Press, 1999, OCLC 608149425.
- (EN) Richard Golden, The Encyclopedia of Witchcraft, Santa Barbara, ABC-Clio, 2006.
- (DE) Wilhelm Gottlieb Soldan e Heinrich Ludwig Julius Heppe, Soldan’s Geschichte der Hexenprozesse, Stuttgart, Cotta, 1880.